# Kanton Reignier-Ésery
Kanton Reignier-Ésery is een voormalig kanton van het Franse departement Haute-Savoie. Kanton Reignier-Ésery maakte deel uit van het arrondissement Saint-Julien-en-Genevois en telde 17.479 inwoners in 2007. Het werd opgeheven bij decreet van 13 februari 2014, met uitwerking op 22 maart 2015. De gemeenten werden toegevoegd aan het kanton La Roche-sur-Foron, met uitzondering van Fillinges dat werd toegewezen aan kanton Bonneville.

## Gemeenten
Het kanton Reignier-Ésery omvatte de volgende gemeenten:
- Arbusigny
- Fillinges
- Monnetier-Mornex
- La Muraz
- Nangy
- Pers-Jussy
- Reignier-Ésery (hoofdplaats)
- Scientrier